# Georgij Sztyepanovics Sonyin
Georgij Sztyepanovics Sonyin (orosz betűkkel: Георгий Степанович Шонин), ukrán névváltozatban Heorhij Sztepanovics Sonyin (ukrán betűkkel: Георгій Степанович Шонін; Rovenyki, 1935. augusztus 3. – Csillagváros, Moszkvai terület, 1997. április 7.) ukrán származású szovjet űrhajós.

## Életpálya
A Luhanszki területen fekvő Rovenyki városban született, de az Odesszai területen fekvő, Moldovához közeli Balta városában nőtt fel.  1957-ben végzett a jejszki haditengerészeti repülőiskolán. 1960-tól vett részt űrhajóskiképzében. 1968-ban a Zsukovszkij Replülő-műszaki Akadémián repülőmérnöki képesítést szerzett. 1979-ben egészségügyi okok miatt távozott az űrhajósok csoportjától. Egy katonai kutatóintézet igazgatójaként dolgozott.
1969-ben a Szojuz–6 űrhajó parancsnoka, pilótája Valerij Kubaszov volt. A Szojuz–6-on végeztek először hegesztést a világűrben a Vulkan nevű készülékkel, melyet a Paton nevét viselő Elektromos Hegesztési Intézet fejlesztett ki. Ugyancsak kísérleteket végeztek a Fakel (Fáklya) nevű berendezéssel, amely a földi ballisztikusrakéta-indítások felderítésére szolgált. A fedélzetről filmezték a Szojuz–7 és Szojuz–8 közös űrrepülését, illetve az összekapcsolódási kísérleteket, amelyek nem sikerültek. 4 nap 22 óra 42 perc 47 másodpercig volt a világűrben.
Űrrepülése után a Szovjet Légierőnél szolgált különböző parancsnoki beosztásokban. 1978-ban tudományos fokozatot szerzett, a műszaki tudományok kandidátusa lett. 1990-ben vonult nyugállományba.